# Narîmanivka, Ustînivka
Narîmanivka (în ucraineană Нариманівка) este un sat în comuna Krînîcine din raionul Ustînivka, regiunea Kirovohrad, Ucraina.

## Demografie
Componența lingvistică a localității Narîmanivka
     Ucraineană (100%)
Conform recensământului din 2001, toată populația localității Narîmanivka era vorbitoare de ucraineană (100%).